# Farra di Soligo
Farra di Soligo – miejscowość i gmina we Włoszech, w regionie Wenecja Euganejska, w prowincji Treviso.
Według danych na rok 2004 gminę zamieszkuje 7877 osób, 281,3 os./km².